# Минестірень
Минестірень, Минестірені (рум. Mânăstireni) — село у повіті Ботошані в Румунії. Входить до складу комуни Унцень.
Село розташоване на відстані 380 км на північ від Бухареста, 11 км на північний схід від Ботошань, 97 км на північний захід від Ясс.

## Населення
За даними перепису населення 2002 року у селі проживали 849 осіб, усі — румуни. Рідною мовою 848 осіб (99,9%) назвали румунську.